# 7 Wonders
7 Wonders er et brætspil, designet af Antoine Bauza. Spillet er et økonomisk simulationsspil (civilisationsbygningsspil) med kort, og blev udgivet i 2010. Spillet er for tre til syv spillere, men kan spilles af to, med lidt ændrede regler. I 2011 fik spillet den nyindstiftede Kennerspiel des Jahres ved årets Spiel des Jahres-uddeling. 

## Tema og spilforløb
Spillets tema er bygningen af verdens syv underværker. Spillet er inddelt i tre runder, kaldet tidsaldre. I hver tidsalder får hver spiller syv kort, der symboliserer ressourcer, teknologier, bygningsværker osv. Af disse syv kort spiller man det ene, mens de resterende gives videre til sidemanden, og så fremdeles. Alle spiller samtidig, så spillet varer i alt kun 30-40 minutter.
Der er kommet fire egentlige udvidelser og et antal promo-udvidelser.